# نمونه‌گیری گلوله‌برفی
نمونه‌گیری گلوله برفی (نمونه‌گیری زنجیری)، یک روش نمونه‌گیری غیر احتمالی در جامعه‌شناسی و تحقیقات اماری است.

## نمونه‌گیری احتمالی و غیر احتمالی
روش‌های نمونه‌گیری غیر احتمالی، برای نتیجه گرفتن رفتار یک جامعه بر اساس نمونهٔ آن استفاده نمی‌شوند، بلکه از آنها زمانی استفاده می‌شود که تمرکز تحقیق بر روی درک پیچیدگی یک قضیه یا اتفاق است. در آنها همهٔ اعضا شانس انتخاب شدن ندارند و شانس هر عضو هم مشخص نیست. پس میزان تعمیم پذیری به کل جامعه و میزان خطا نیزمشخص نیست. نمونه‌گیری‌های احتمالی بر اساس قانون احتمالات انجام می‌شوند و هر یک از اعضا شانس انتخاب شدن دارند. در آنها نظر محقق یا افراد نمونه تأثیری بر نتیجه ندارد و می‌توان از روی نمونه، نتیجه را برای کل جامعه استنباط کرد.

### نمونه‌گیری آسان
نمونه‌گیری آسان (در دسترس یا Convenience) نوعی از روش‌های نمونه‌گیری غیر احتمالی است. یعنی استفاده از اعضایی که به آسانی در دسترس محقق قرار دارند. نظرسنجی یک استاد از دانشجویان خود، یا پرس و جو از رهگذران یک خیابان نمونه‌هایی از آن اند. نمونه‌گیری گلوله برفی نوعی نمونه‌گیری آسان است.

## نمونه‌گیری گلوله برفی
در این روش اعضای آیندهٔ نمونه از طریق اعضای سابق نمونه انتخاب می‌شوند و نمونه مانند یک گلولهٔ برفی بزرگ و بزرگ‌تر می‌شود. برای مثال در یک پژوهش کیفی با روش مصاحبه، از افراد پرسیده می‌شود که آیا فرد دیگری را برای مصاحبه پیشنهاد می‌کنند و این گونه نمونهٔ آنها بزرگ و بزرگ‌تر خواهد شد. اگر در این نمونه‌گیری از شبکه‌های اجتماعی فضای مجازی استفاده شود، به آن نمونه‌گیری گلوله برفی مجازی می‌گویند.
کاربرد اصلی نمونه‌گیری گلوله برفی برای تحقیق در مورد جوامع پنهان است. مثلاً جامعهٔ مصرف‌کنندگان مواد مخدر در یک کشور، جمعیت افراد بی خانمان یک کشور یا جامعهٔ افراد مبتلا به یک بیماری نادر.
این نمونه‌گیری با داشتن تعداد اولیه ای از افراد شروع می‌شود. سپس از آنها خواسته می‌شود تا کسانی را که فکر می‌کنند برای این تحقیق مناسب هستند، به برنامهٔ تحقیقاتی معرفی کنند. ممکن است گروه‌هایی با مشکل مورد تحقیق پیدا شوند که می‌توان آنها را هم در نمونه‌گیری به کار برد. در آخر باید با مطالعه شخصیت و زندگی افراد مطمئن بشویم که بازهٔ خوبی از انواع افراد در نمونه ما حضور داشته باشند.

### انواع
- نمونه‌گیری خطی: در این روش هر یک از اعضای نمونه، یک فرد جدید را برای ادامهٔ روند نمونه‌گیری معرفی می‌کنند.
- نمونه‌گیری نمایی بدون تبعیض: در این روش هر عضو نمونه، گروهی از افراد را پیشنهاد می‌کند.
- نمونه‌گیری نمایی با تمییز: در این روش هر عضو نمونه، گروهی از افراد را پیشنهاد می‌کند اما در نهایت یکی از این افراد در نمونه حضور پیدا خواهند کرد.

در هر سه روش، روند نمونه‌گیری ادامه میابد تا به تعداد کافی از افراد دست پیدا کنیم.

### مزایا
1. امکان دسترسی به جوامع پنهان به علت روابط و آشنایی‌های احتمالی این افراد. نتیجه یافتن این روش به میزان جلب اعتماد افراد مورد نمونه‌گیری از سوی جامعه شناسان و دانشمندان دارد.
2. وقتی می‌خواهیم به افرادی از یک جامعهٔ پنهان دست یابیم، از این طریق به افراد، زمان و هزینهٔ کمتری نیاز است تا نمونه‌گیری انجام شود.
3. این نمونه‌گیری برای تشخیص افراد متخصص یک جامعه در یک موضوع علمی نیز به کار می‌رود. زیرا این افراد معمولاً یکدیگر را می‌شناسند و می‌شود از طریق چند نفر از آنها به عنوان نمونه اولیه، به تعداد بیشتری از این افراد دست پیدا کرد.
4. این نمونه‌گیری، وقت کمی می‌گیرد و افراد جدید به سبب آشنایی افراد قبلی با محقق، با او راحت تر ارتباط برقرار خواهند کرد.

### معایب
1. افراد نمونهٔ اولیه تأثیر زیادی بر کل روند نمونه‌گیری دارند. زیرا این نمونه‌گیری اساساً به معرفی افراد مناسب جهت ادامهٔ نمونه‌گیری بستگی دارد.
2. نمونه‌گیری تصادفی نیست.
3. اندازهٔ نمونه مشخص نیست.
4. جامعه شناسان و محققان خود پروژه، کنترل نسبتاً کمی روی روند نمونه‌گیری دارند.

وقتی جامعه به میزان خوبی همگون باشد (یعنی افراد دارای دیدگاه‌ها و تجربیات مشابه باشند)، این نمونه‌گیری مناسب است اما اگر جامعه دارای چندین دسته با عقاید مختلف و در واقع نا همگون باشد، این نمونه‌گیری با احتمال خطای بالایی همراه است.
بنابراین بهترین کار این است که مطمئن شویم که نمونهٔ اولیه شامل تنوع خوبی از افراد باشد.